# 시티 온 파이어
시티 온 파이어(City On Fire)는 미국에서 제작된 알빈 라코프 감독의 1979년 액션, 드라마 영화이다. 쉘리 윈터스 등이 주연으로 출연하였고 클로드 헤루 등이 제작에 참여하였다.

## 출연

### 주연
- 쉘리 윈터스
- 배리 뉴먼

### 조연
- 수잔 클라크
- 레슬리 닐슨
- 제임스 프란시스커스
- 에바 가드너
- 헨리 폰다
- 조나단 웰쉬

## 제작진
- 협력프로듀서: 래리 네시스
- 미술: 윌리엄 맥크로